# Geknikte aasgarnaal
De bochtige aasgarnaal of geknikte aasgarnaal (Praunus flexuosus) is een aasgarnalensoort uit de familie van de Mysidae. De wetenschappelijke naam van de soort werd in 1776 voor het eerst geldig gepubliceerd door Otto Friedrich Müller. Deze soort van aasgarnalen is te vinden in de Europese wateren. Het wordt gevonden van Noord-Frankrijk tot de Baltische Zee en werd halverwege de 20e eeuw in Noord-Amerika geïntroduceerd.

## Beschrijving
De bochtige aasgarnaal is een lang, slank dier, met een vrij duidelijke knik in het achterlijf (Hoewel een dergelijke knik overigens bij de meeste aasgarnalen voorkomt). Het bereikt geslachtsrijpheid bij een lengte van ongeveer 18 mm, maar kan een lengte van 26 mm bereiken. De kleur is zeer variabel, variërend van bruin of rood tot groen (vandaar de Engelse naam 'chameleon shrimp'). Sommige exemplaren met een witachtige rug. Het lijkt sterk op soortgenoot Praunus neglectus.

## Verspreiding
De bochtige aasgarnaal leeft langs de kust van de Noord-Atlantische Oceaan tussen 40° noorderbreedte en 71° noorderbreedte, en in de Oostzee. Het werd pas in 1970 rond de kust van IJsland ontdekt, maar is sindsdien algemeen gebleken langs de zuidwestkust van IJsland. De bochtige aasgarnaal kan een zoutgehalte van 2‰-33‰ verdragen. Het wordt vaak gevonden op algen en wordt het meest geassocieerd met blaaswier (Fucus vesiculosus). Het leeft in ondiep water en wordt vaak gevonden rond kunstmatige constructies, zoals dokken. Het is een alleseter, het voedt zich met afval en jaagt op kleine schaaldieren, met name harpacticoïde roeipootkreeftjes, maar eet een groter aandeel macrozoöplankton dan andere gewone aasgarnalen aan de kust, zoals de brakwateraasgarnaal (Neomysis integer) en Praunus inermis.
In Nederland wordt de geknikte aasgarnaal het meest gevonden in het Grevelingenmeer, maar komt ook veelvuldig voor in de Oosterschelde, de Westerschelde, het Veerse Meer, de Waddenzee en de Noordzee. Waarschijnlijk is dit de aasgarnaal die het meest wordt waargenomen.